# Pseudanophthalmus gracilis
Pseudanophthalmus gracilis är en skalbaggsart som beskrevs av Valentine. Pseudanophthalmus gracilis ingår i släktet Pseudanophthalmus och familjen jordlöpare. Inga underarter finns listade i Catalogue of Life.